# Stadtbefestigung Kaiserslautern
Die Stadtbefestigung in Kaiserslautern wurde zwischen 1295 und 1330 errichtet.

## Relikte
Die Kaiserslauterer Stadtbefestigung existiert heute nur noch teilweise; Reste haben sich erhalten um die Straßen bzw. Plätze: Alleestraße, Matzenstraße, Schmiedeturm, Fackelstraße, Gaustraße, Grüner Graben, Klosterstraße, Ludwigstraße, Spittelstraße, Steinstraße, Willy-Brandt-Platz und Martin-Luther-Straße.
Auch bei der Errichtung des 1995 eingeweihten Pfalztheaters wurden im Zuge der Bauarbeiten Reste der Stadtbefestigung entdeckt. Des Weiteren wurden dabei auch Reste aus der frühesten Stadtbesiedlung entdeckt, die auf die Jungsteinzeit zurückgeht und somit eine 6000-jährige Siedlungsgeschichte belegt.